# Kárász
Kárász é um município da Hungria, situado no condado de Baranya. Tem 8,02 km² de área e sua população em 2019 foi estimada em 323 habitantes.